# Macrohelodes crassus
Macrohelodes crassus es una especie de coleóptero de la familia Scirtidae.

## Distribución geográfica
Habita en Australia.